# Пейтън Лист
Пейтън Рой Лист (на английски: Peyton Roi List) е американска актриса.
Родена е на 6 април 1998 в Лос Анджелис. Най-известна е с участието си в ТВ сериалите на Дисни Ченъл Джеси и Къмпиране. И в двата сериала играе Ема Рос. Момиче от богато семейство, което има двама братя и една сестра, които са осиновени. 